# Johannes Strijdom
Johannes Gerhardus Strijdom, ibland Strydom, född 15 juli 1893 nära Willowmore i Kapkolonin, död 24 augusti 1958 i Kapstaden, var en sydafrikansk jurist och politiker (nationalist). Han var landets premiärminister från 1954 till sin död. 
Strijdom föddes nära Willowmore i Kapkolonin. Efter studier i juridik vid universitetet i Stellenbosch slöt han sig tidigt till det år 1914 bildade Nationalistpartiet, boernas ledande kamporgan. Han valdes 1929 in i parlamentet som representant för valkretsen Waterberg i Transvaal, där han snart erhöll posten som regional partiordförande. Sedan partiet 1934 gått samman med oppositionspartiet South African Party för att bilda en samlingsregering, tillhörde Strijdom de nitton deputerade som under Daniel Malans ledning lämnade parlamentet för att bilda ett renodlat boerparti. Efter valsegern 1948, som förde Malan till makten, blev han jordbruksminister och sågs som en av regeringens mer radikala medlemmar, som kompromisslöst drev frågor om rassegregation till sin kulmen och ställde krav på republik och separation från samväldet.
Sedan Malan gått i pension 1954 utsågs Strijdom i strid med finansminister Nicolaas Havenga till partiets ordförande och blev därmed regeringschef, stödd på partiets radikala förespråkare. Under Strijdoms tid vid makten skärptes rassegregationen mot landets svarta, samtidigt som de färgade 1956 överfördes till separata röstlistor, en process som inletts under Malans regering. 1957 kapades alla diplomatiska band med Sovjetunionen, och upplopp från de svartas sida besvarades med massrättegångar från den sydafrikanska regeringens sida ("Förräderirättegången", avslutades 1961 med att samtliga åtalade, bland andra Nelson Mandela, frikändes). Strijdoms hälsa gjorde honom tidvis inkapabel att leda regeringens arbete, och 1958 avled han, troligen i sviterna av cancer. Han efterträddes av Hendrik Verwoerd, minister i infödingsfrågor (Native Affairs), varmed de radikala nationalisterna kom att fortsatt dominera partiet fram till 1980-talet.